# Xerosaprinus lubricus
Xerosaprinus lubricus är en skalbaggsart som först beskrevs av J. L. Leconte 1851.  Xerosaprinus lubricus ingår i släktet Xerosaprinus och familjen stumpbaggar. Inga underarter finns listade i Catalogue of Life.